# Topola
Topola (in serbo Топола?) è una città e una municipalità del distretto di Šumadija al centro della Serbia centrale.
Topola è particolarmente importante nella storia serba perché fu qui che Karađorđe Petrović divenne ufficialmente il leader della prima rivolta serba contro l'Impero ottomano nel 1804. Per questo nei pressi della città venne edificata la Chiesa di San Giorgio, pantheon della dinastia serba.